# McNair Nunatak
McNair Nunatak är en nunatak i Antarktis. Den ligger i Östantarktis. Australien gör anspråk på området. Toppen på McNair Nunatak är 754 meter över havet.
Terrängen runt McNair Nunatak är lite kuperad, och sluttar norrut. Trakten är obefolkad. Det finns inga samhällen i närheten. 